# Kim Doo-kwan
Kim Doo-kwan (Koreanisch: 김두관, Hanja: 金斗官, * 10. April 1959 in Namhae) ist ein südkoreanischer Politiker.

## Leben und Karriere
Kim Doo-kwan machte seinen Abschluss im Fachbereich Politik und Internationale Beziehungen an der Dong-A University in Seoul im Jahr 1987. Er war federführend beteiligt an den Juni-Kampf 1987 und wurde dafür inhaftiert. Nach der Freilassung gründete er eine Bauernvereinigung in seiner Heimatstadt Namhae und gründete eine Regionalzeitung.
Bei den ersten regionalen Wahlen im Jahr 1995 wurde er zum Bürgermeister von Namhae gewählt, 2002 und 2006 trat er zur Gouverneurswahl in der Provinz Gyeongsangnam-do an, konnte die Wahlen jedoch nicht gewinnen. 2003 wurde er unter Präsident Roh Moo-hyun zum Minister für Verwaltung und innere Angelegenheiten ernannt, musste aber auf Druck der Oppositionspartei sieben Monate später von seinem Posten zurücktreten. 2004 trat er für die regierende Yeollin-uri-Partei bei den Parlamentswahlen 2004 in seiner Heimat an, erreichte jedoch keine Stimmenmehrheit. 2010 nahm er ohne Parteizugehörigkeit einen weiteren Anlauf für das Gouverneursamt in Gyeongsangnam-do und war erfolgreich. Bei der Vorwahl zur Präsidentschaftswahl in Südkorea 2012 belegte er den dritten Platz in der Minju-Partei. Bei der Parlamentswahl in Südkorea 2016 zog er nach dem Wahlsieg in Gimpo in die Nationalversammlung ein, vier Jahre später gewann er in Yangsan die Wahl knapp gegen den ehemaligen Bürgermeister der Stadt.
Er war für kurze Zeit als Gastwissenschaftler am Institut für Koreastudien der Freien Universität Berlin mit Fokus auf das föderale System Deutschlands, die Integration nach der deutschen Wiedervereinigung sowie das universale Wohlfahrtssystem, tätig.